# Leptothorax argentipes
Leptothorax argentipes är en myrart som beskrevs av Wheeler 1928. Leptothorax argentipes ingår i släktet smalmyror, och familjen myror. Inga underarter finns listade i Catalogue of Life.